# トーマス・スケールズ
第7代スケールズ男爵トーマス・ド・スケールズ（英: Thomas de Scales, 7th Baron Scales KG、 1400年 - 1460年7月25日）は、イングランドの貴族、軍人。百年戦争末期のイングランド軍の主要な指揮官の1人として知られる。

## 生涯
第5代スケールズ男爵ロバート・ド・スケールズと妻ジョアン・バードルフ（Joan Bardolf、第4代バードルフ男爵ウィリアム・バードルフの娘）の次男に生まれた。2歳のとき父が亡くなり、兄ロバートが第6代スケールズ男爵となった。しかし19歳のとき（1419年）、兄が死去したため男爵位を継承した。
百年戦争ではロワール川流域でジャンヌ・ダルク率いるフランス軍との戦いに参加し、ベッドフォード公ジョン・オブ・ランカスターの副官を務めオルレアン包囲戦で戦死した第4代ソールズベリー伯爵トマス・モンタギューの後任に任じられ（他に第4代サフォーク伯爵ウィリアム・ド・ラ・ポール、初代シュルーズベリー伯爵ジョン・タルボット）、モン＝シュル＝ロワールの戦い、パテーの戦い等で活躍したが、パテーの戦いでジョン・ファストルフの援軍と合流したもののフランス軍に敗北、シュルーズベリー伯ら他のイングランド将官共々捕虜となった。
釈放後はシュルーズベリー伯らと共にフランス軍と交戦、1434年にモン・サン＝ミシェルの包囲の指揮を執り落とせなかったが、1435年にルーアン近郊でフランスの部将ラ・イルに勝利、1437年にラ・イルとザントライユの部隊を破りザントライユを捕らえた。しかし対モン・サン＝ミシェルの前線基地に整備したグランヴィルをフランス軍に奪われ、フランス軍総司令官のアルテュール・ド・リッシュモン大元帥が遂行したイングランド領都市の征服を防げず、1439年に包囲されたモー救援に失敗して奪取され、1441年に籠城したポントワーズを包囲され降伏している。
薔薇戦争ではランカスター派に属してヨーク派と戦い、1460年にヨーク派が軍勢を引き連れて7月2日にロンドンに入城するとロンドン塔へ籠り砲兵隊を指揮して抵抗したが、10日のノーサンプトンの戦いでランカスター派が敗れヘンリー6世は捕虜となり、孤立無援となったスケールズは窮地に陥った。25日、テムズ川を横切りウェストミンスター寺院に逃げ込もうとしたが、サザークで船頭に見つかり殺害された。遺体は裸のまましばらく野ざらしにされたが、王族や貴族（第3代ヨーク公爵リチャード・プランタジネットや第16代ウォリック伯爵リチャード・ネヴィル）により手厚く葬られたという。
彼の死後、娘エリザベスが男爵位の相続人となった。のちエリザベスが第2代リヴァーズ伯爵アンソニー・ウッドヴィルと結婚すると、リヴァーズ伯が妻の権利によりスケールズ男爵となった。

## 登場作品
- ウィリアム・シェイクスピアの史劇『ヘンリー六世 第2部』に登場する。